# アマオブネ
アマオブネ（蜑小舟）、学名 Nerita albicilla は、アマオブネガイ目アマオブネガイ科に分類される巻貝の一種。南日本を含むインド太平洋暖海域の岩礁海岸に生息する半卵形の巻貝である。
和名末尾に「貝」をつけ「アマオブネガイ」（蜑小舟貝）と呼ばれることもある。またアマオブネガイ科貝類のうち海産・大形の種類は「○○アマオブネ」という和名がついたものが多い。Nerita 属を細分化した分類では Theliostyla 亜属に分類され、これを属として学名 Theliostyla albicilla とした文献もある。

## 特徴
成貝の貝殻は半卵形で長径30ミリメートルほどに達し、日本産アマオブネガイ科貝類の中では大型種である。この大きさの貝としては厚く堅い貝殻をもつ。アマオブネガイ科他種と同様に体層が大きく発達し、一方で螺塔（巻き）は小さく、体層の右後方にほぼ埋まる。和名は半卵形の貝殻を漁師が使う小舟に見立てたものである。
殻の上面は黒と淡褐色のまだら模様が現れ、この模様は個体によって色帯や群雲模様になるなど変異がある。また巻きに沿った細い螺溝が20条ほど走る。殻口はD字形で、周囲には光沢のある白色の殻口滑層が広く発達し、殻底面のほとんどを占める。この滑層はただ平滑ではなく、殻口の外側に細かい襞、軸唇（D字の直線部）中央部にへこみと低い数歯、軸唇から殻後方にかけて大小の顆粒状突起がある。蓋は石灰質で、外側には細かい顆粒が並ぶ。
インド太平洋の熱帯・亜熱帯海域に広く分布する。タイプ産地はインドネシアである。日本での分布域は日本海側で山口県以南、太平洋側で房総半島以南である。
九州から本州にかけて分布が重複するアマガイ Nerita japonica は本種と似ているが、アマガイは殻径15ミリメートルほどと小形であること、螺塔が突き出ること、滑層が薄く顆粒などもないこと、帯状分布が潮間帯上部の高い位置であることなどで区別できる。南西諸島では同様の環境に近縁種が多数生息する。
岩礁海岸の潮間帯下部から水深5メートル程度までの浅海に生息し、岩陰や転石の下に付着する。内湾ではやや少ないが、外洋に面した海岸ではよく見られ、死殻も海岸に多く打ち上げられる。繁殖期は夏で、メスは交尾後に石などの上に黄白色の卵嚢を産みつける。
人や地域によっては、同所的に生息するクボガイやコシダカガンガラ等と共に漁獲され、塩茹でや味噌汁等で食用にされる。